# Christian I. (Pfalz-Birkenfeld-Bischweiler)

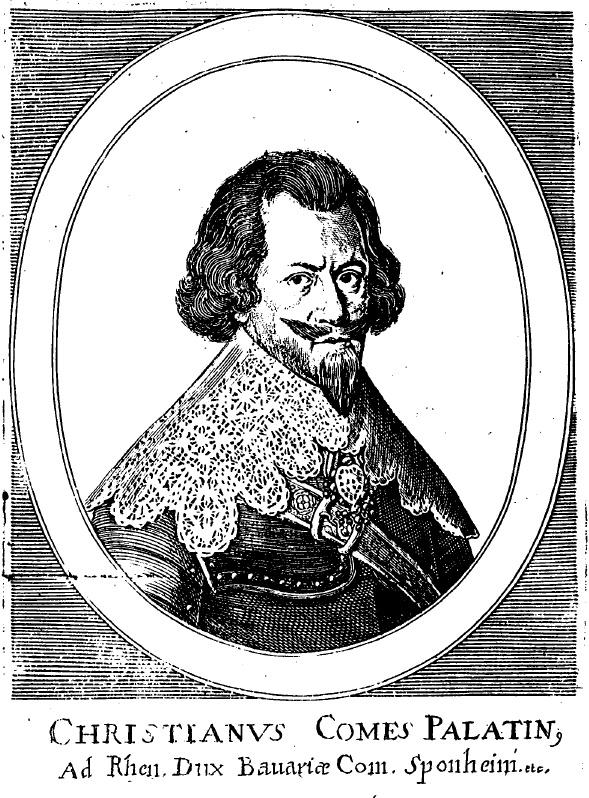
Christian I. Pfalzgraf bei Rhein, Herzog in Baiern, Graf zu Sponheim usw.

Christian I. von Pfalz-Birkenfeld-Bischweiler (* 3. September 1598 in Birkenfeld; † 6. September 1654 in Neuenstein) war ab 1630 Pfalzgraf von Pfalz-Birkenfeld-Bischweiler. 

## Leben
Christian war ein Sohn des Pfalzgrafen und Herzogs Karl I. von Pfalz-Birkenfeld (1560–1600) aus dessen Ehe mit Dorothea (1570–1640), Tochter des Herzogs Wilhelm V. von Braunschweig-Lüneburg. Beim Tod seines Vaters noch ein Kleinkind, übernahm zunächst seine Tante Gräfin Maria Elisabeth von Leiningen, später sein Onkel Herzog Philipp Wilhelm von Pfalz-Neuburg die Erziehung des Prinzen. Im Dreißigjährigen Krieg kämpfte Christian mit Auszeichnung. In schwedischen Diensten wurde er General der Kavallerie. Im Jahr 1632 warb er eine Armee in Baden-Durlach, die er mit der Armee des Königs Gustav Adolf von Schweden bei Würzburg vereinigte. Im Jahr 1633 rückte er in das Kurfürstentum Köln vor und belagerte Heidelberg, Philippsburg, Hagenau und Breisach. Am Beginn des Jahres 1634 unterstützte er den schwedischen Feldmarschall Bernhard von Sachsen-Weimar beim Kampf um Regensburg durch Besetzung der Städte Sulzbach, Vilseck, Auerbach und Hirschau in der Oberpfalz.  Nach der Schlacht bei Nördlingen im September 1634 verließ er den Militärdienst und söhnte sich wieder mit dem Kaiser aus.
Durch seine erste Ehe erhielt Christian 1630 die Herrschaft Bischweiler, wo Christian ein Schloss errichten ließ, in dem er seit 1640 residierte. Damit begründete Christian die Linie Pfalz-Zweibrücken-Birkenfeld-Bischweiler, von der das spätere bayerische Königshaus abstammt. Im Jahr 1644 erhielten Christians Kinder durch König Ludwig XIV. das französische Indigenat.
Nach dem Dreißigjährigen Krieg bemühte sich Christian in seiner Herrschaft um den Wiederaufbau. Sein Grab befindet sich in der reformierten Pfarrkirche Bischwiller bei Haguenau.
Christian war mit dem Gesellschaftsnamen Der Schnäbelnde Mitglied der Fruchtbringenden Gesellschaft Nr. 205.

## Dynastische Bedeutung
Er wurde durch seinen Sohn Christian zu einem Stammvater der bayerischen Könige. Durch seinen Sohn Johann Karl ist er auch Stammvater der Herzöge in Bayern. Seit 1799 bestanden nur noch diese beiden Linien der Wittelsbacher.
Alle heute lebenden Wittelsbacher stammen von Christian ab.

## Ehen und Nachkommen
Christian heiratete in erster Ehe am 14. November 1630 in Zweibrücken Magdalena Katharina (1607–1648), Tochter des Pfalzgrafen und Herzogs Johann II. von Zweibrücken, mit der er folgende Kinder hatte:
- Sohn (*/† 1631)
- Gustav Adolf (*/† 1632)
- Johann Christian (*/† 1633)
- Dorothea Katharina (1634–1715)

⚭ 1649 Graf Johann Ludwig von Nassau-Ottweiler (1625–1690)
- Luise Sophie (1635–1691)
- Christian II. (1637–1717), Pfalzgraf von Pfalz-Birkenfeld-Bischweiler-Rappoltstein

⚭ 1667 Gräfin Katharina Agathe von Rappoltstein (1648–1683)
- Johann Karl (1638–1704), Pfalzgraf von Pfalz-Birkenfeld-Gelnhausen

⚭ 1. 1685 Prinzessin und Pfalzgräfin Sophie Amalie von Zweibrücken (1646–1695)
⚭ 2. 1696 Esther Marie von Witzleben (1665–1725)
- Anna Magdalena (1640–1693)

⚭ 1659 Graf Johann Reinhard II. von Hanau-Lichtenberg (1628–1666)
Seine zweite Gemahlin wurde 1648 in Bischweiler Gräfin Maria Johanna von Helfenstein-Wiesensteig (1612–1665), Witwe des letzten Landgrafen von Leuchtenberg. Diese Ehe blieb kinderlos.